# Chironex fleckeri
Chironex fleckeri (più nota come vespa di mare o medusa scatola o cubomedusa) è una specie di cnidari cubozoi della famiglia Chirodropidae. È generalmente considerata come "una delle meduse più velenose del mondo". Il contatto con i suoi tentacoli permette il rilascio delle nematocisti. La sua puntura può causare forti dolori cutanei, infiammazione e necrosi, ipotensione e ipertensione, tachicardia e aritmia. Nei casi più gravi può sopraggiungere la morte della vittima, anche se il più delle volte, la sua puntura non richiede ospedalizzazione. È diffusa nella fascia costiera dei mari del nord dell'Australia e del Sudest asiatico, dove si nutre di crostacei e piccoli pesci.

## Descrizione
È di taglia relativamente grande, con tentacoli che possono superare i 2,5 metri di lunghezza; il pericolo comunque deriva dalle migliaia di nematocisti ripartite fra i lunghi e delicati tentacoli.  Un esemplare adulto di Chironex fleckeri può arrivare alle dimensioni di un pallone da basket, è quasi trasparente e possiede quattro ammassi di 15 tentacoli ciascuno (per un totale di 60 tentacoli). Quando le meduse nuotano i tentacoli si contraggono e diventano della lunghezza di 15 cm, quando invece stanno cacciando i tentacoli si assottigliano e si allungano fino a 3 metri. Ogni tentacolo è ricoperto da decine di migliaia di microscopiche nematocisti, che sono attivati dalla pressione e da un innesco chimico.
Come molte meduse Cubozoa, la C. fleckeri dispone di quattro strutture sensoriali dette "ropali". Queste strutture sono situate all'interno di particolari nicchie poste alla base della campana della medusa e possono essere paragonate a dei veri e propri occhi (possono contenere retine, cornee, lenti ecc.). Lo sviluppo degli organi sensoriali nella C. fleckeri le permette di nuotare attivamente, inseguendo le proprie prede.
Qualunque pesce, piccoli invertebrati e plancton venga colpito dai tentacoli muore in pochi secondi.

## Distribuzione e habitat
I polipi si trovano generalmente negli estuari dell'Australia settentrionale. 
La medusa è pelagica ed è stata documentata dalle coste australiane alla Nuova Guinea, e più a nord nelle Filippine e in Vietnam. La diffusione sulle coste australiane è alta nelle acque tra Exmouth e Agnes Water, ma la sua distribuzione totale al di fuori dell'Australia non è stata definita propriamente. Inoltre una fonte di confusione è stata la scoperta della simile e velenosa C. yamaguchii sulle coste giapponesi nel 2009 e nelle Filippine, il che porterà in futuro ad una riduzione dell'attuale areale definito per la C. fleckeri.

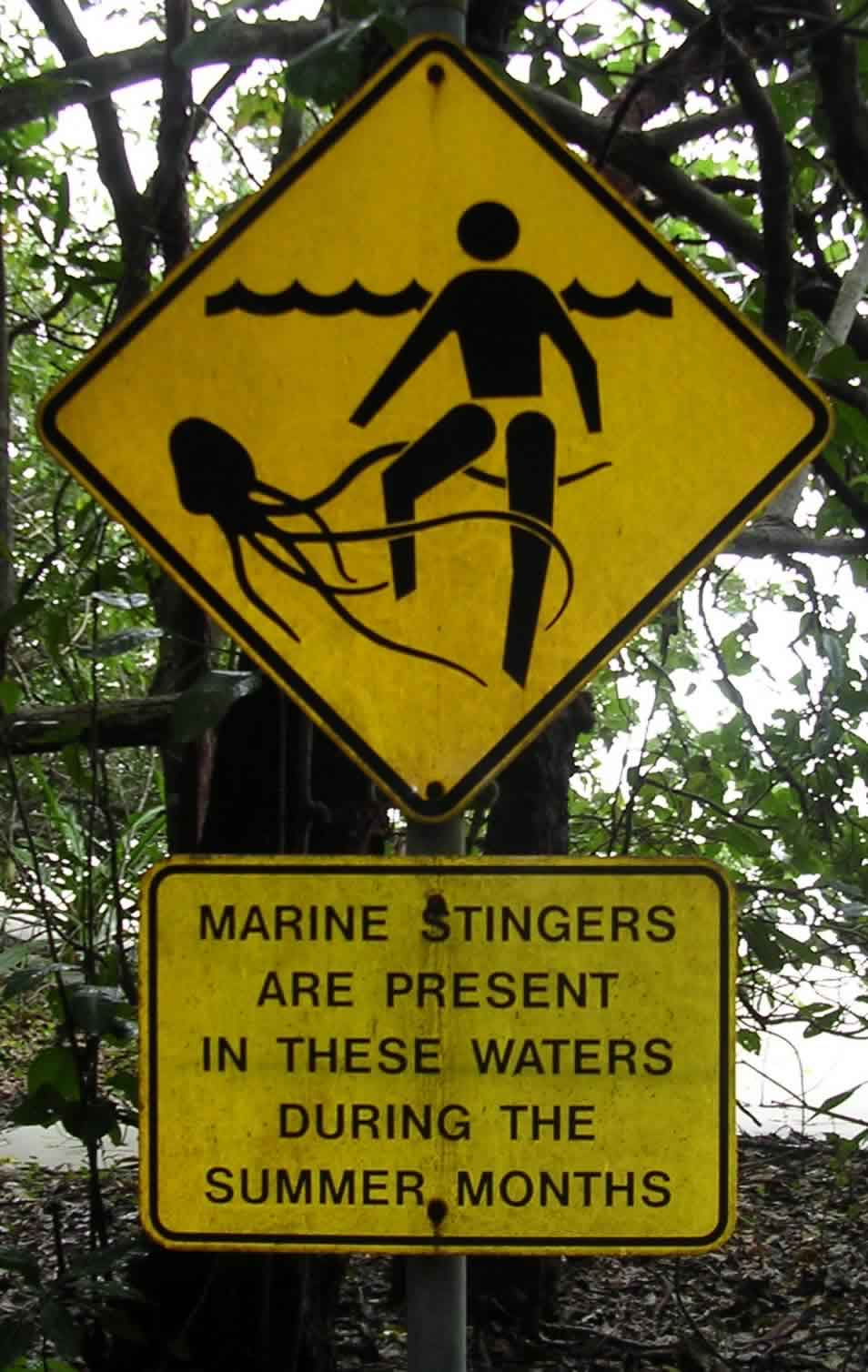
Cartelli a Cape Tribulation (Queensland) avvertono della presenza di cubomeduse nella stagione estiva.

## Pericolosità
Nonostante esista l'antidoto, una parte delle persone che ne viene in contatto non sopravvive se la parte colpita è ampia. La "strisciata" è dolorosissima e produce una intensa sensazione di calore. Il veleno quando entra nel circolo sanguigno causa intensi spasmi muscolari, paralisi respiratoria ed infine arresto cardiaco, il tutto nel giro di 2-3 minuti. La maggior parte degli avvelenamenti da vespa di mare non è comunque fatale, poiché la superficie interessata è in genere ridotta e non tutte le nematocisti del tentacolo si attivano.
L'unica sostanza riconosciuta come in grado di inattivare progressivamente le sostanze tossiche contenute nelle nematocisti è l'aceto (o acido acetico al 5% minimo) tenuto a contatto con la parte colpita e più volte rinnovato, in attesa di intervento medico. A questo scopo nelle coste australiane in cui la pericolosa medusa è presente si possono trovare delle boccette contenenti aceto per intervenire immediatamente in caso di contatto.